# 鲍勃·梅特兰
鲍勃·梅特兰（英語：Bob Maitland，1924年3月31日—2010年8月26日），英国前男子自行车运动员。他曾代表英国参加1948年夏季奥林匹克运动会自行车比赛，获得男子团体公路赛银牌。